# Love on Top
Love on Top – piosenka amerykańskiej wokalistki Beyoncé Knowles, pochodząca z jej czwartego albumu studyjnego, 4 (2011). Utwór został napisany przez Knowles, Teriusa Nasha i Shea Taylora, a za jego produkcję odpowiadali Knowles i Taylor. Beyoncé przyznała, że inspirację do stworzenia piosenki stanowiła dla niej rola Etty James, którą zagrała w filmie Cadillac Records. Stylistyka lat 80. i szybkie tempo sprawiają, że „Love on Top” przywodzi porównania do twórczości charakterystycznej dla Steviego Wondera, Luthera Vandrossa, Whitney Houston, Diany Ross i The Jackson 5. Poza czterema zmianami tonacji, Beyoncé wykorzystuje pod koniec utworu wyjątkowo wysoką skalę głosu.
Kompozycja muzyczna „Love on Top”, a także wokal i wszechstronność Knowles zaskoczyły większość krytyków muzycznych. Beyoncé wykonała utwór podczas gali MTV Video Music Awards 2011, wykorzystując tę sytuację do oficjalnego ogłoszenia informacji o tym, że spodziewa się swojego pierwszego dziecka. To spowodowało, iż piosenka zadebiutowała na listach przebojów w kilku państwach świata. „Love on Top” była jednym z elementów set listy rewii 4 Intimate Nights with Beyoncé; recenzenci uznali, że jej koncertowa wersja robiła większe wrażenie, niż nagranie studyjne, chwaląc jednocześnie cztery zmiany tonacji przez Knowles, co w ich opinii nie jest łatwym zadaniem podczas występów na żywo.
Wideoklip do „Love on Top”, inspirowany przede wszystkim dokonaniami amerykańskiej grupy New Edition, ukazuje Beyoncé w towarzystwie pięciu tancerzy, śpiewających i wykonujących choreografię w nowojorskim studio, z widokiem na rzekę Hudson i New Jersey. Krytycy pozytywnie przyjęli prostotę teledysku, a także różnorodność stylizacji, które towarzyszyły zmianom tonacji, i młodzieńczy entuzjazm, jaki prezentowała Knowles.

## Tło

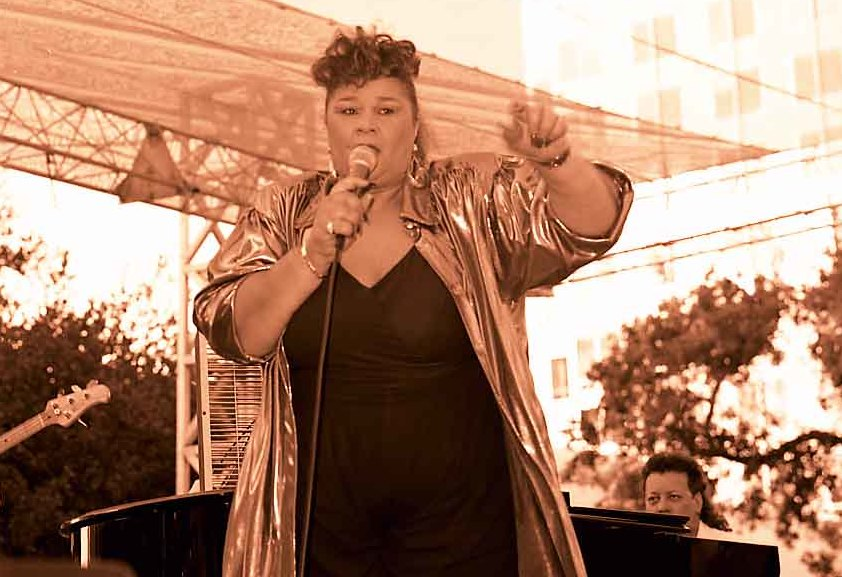
Rola Etty James (na zdjęciu) zmotywowała Beyoncé do stworzenia „Love on Top”

„Love on Top” została napisana przez Beyoncé Knowles, Teriusa Nasha i Shea Taylora, zaś za jej produkcję odpowiadali Knowles oraz Taylor. W okresie od 16 do 27 czerwca 2011 roku, każdego dnia na oficjalnej stronie internetowej wokalistki publikowany był nowy utwór z albumu 4, któremu towarzyszył cytat autorstwa Beyoncé oraz fotografie. 26 czerwca „Love on Top” była ósmą udostępnioną w ten sposób piosenką; osobista myśl od Beyoncé dotyczyła tego, co zainspirowało ją do stworzenia tegoż utworu:

„Rola Etty James sprawiła, że poznałam siebie w największym dotychczas stopniu. [...] Kiedy wkroczyłam do studia wykorzystywałam tę samą pasję, szczerość i podejście do wokalu, które przekazywałam jako Etta. Dlatego nie brzmi to jak wokal z moich wcześniejszych albumów. Ma zdecydowanie surowszy charakter. Wywodzi się z mojego wnętrza”.

Knowles wcieliła się w postać Etty James w musicalu biograficznym Cadillac Records, zyskując pochwały krytyków za swoją kreację. Wokalistka wypowiedziała się na ten temat szerzej w rozmowie z magazynem Billboard: „Zdałam sobie sprawę, że Etta James była tak odważna, silna i nieskłonna do przeprosin, iż rola ta stanowi dla mnie duże ryzyko. To z kolei dodało mi pewności siebie i sprawiło, że postawiłam przed moją muzyką trochę większe wymagania”. „Love on Top” zadebiutował w amerykańskich stacjach radiowych 10 stycznia 2012 roku jako czwarty singel Beyoncé z 4 w Stanach Zjednoczonych.

## Kompozycja
„Love on Top” to klasyczny utwór R&B o szybkim tempie, postrzegany jako nowoczesne podejście do old schoolowej muzyki. Jak zauważyli Joanne Dorken z MTV UK i Cameron Adams z Herald Sun, piosenka zawiera elementy retro soulu, popu lat 80., funku oraz disco lat 70. Z kolei Eric Henderson z magazynu internetowego Slant uznał „Love on Top” za „jasny, żwawy hołd dla świeżości muzyki połowy lat 80., stanowiący spuściznę dokonań Whitney Houston i Anity Baker”. Henderson uznał ponadto „Love on Top” za „perfekcyjnego i jednocześnie zupełnie odmiennego brata bliźniaka” innego utworu z 4, „Rather Die Young”. Wykorzystane w „Love on Top” elementy retro obejmują między innymi efekt „pstrykania” palcami, „zniekształcony” groove basowy, a także połączenie dźwięków rogów i harmonijek, zwłaszcza podczas muzycznych mostów i refrenu piosenki. Struktury te są instrumentalnie kompletne z linią basową, syntezatorami, odgłosami bębnów, żywiołowego saksofonu, gitary i fortepianu charakterystycznych dla rocka stadionowego, a także wokalu wspierającego. Rich Juzwiak z The Village Voice porównał „Love on Top” z utworami „You Can’t Change That” (1979) Raydio oraz „Mr. Telephone Man” (1984) New Edition. Priya Elan z NME uznała, że „Love on Top” jest echem „Whoops Now/What’ll I Do” (1995) Janet Jackson, „Dancing on the Ceiling” (1986) Lionela Ritchie i muzyki przewodniej serialu komediowego z lat 80. My Two Dads.
Według EMI Music Publishing, „Love on Top” napisana jest w tonacji C-dur z metronomem 94 uderzeń na minutę. Wokal Knowles rozciąga się natomiast od niskiej nuty A♭3 do nuty wysokiej C6. Georgette Cline z AOL Music stwierdził, że „Love on Top” jest jednocześnie „słodką piosenką miłosną, jak i pokazem siły kobiet”. Genevieve Koski z The A.V. Club i David Amidon z PopMatters napisali, że „Love on Top” zawiera „dojrzały tekst”, który Beyoncé „przekazuje w agresywny sposób za sprawą przyprawiającego o zawrót głowy wokalu”. Lirycznie, utwór przedstawia Knowles jako kobiecą protagonistkę, która wyraża szczęście spowodowane obecnością w swoim życiu osoby, którą kocha.

## Przyjęcie

### Oceny
„Love on Top” został dobrze przyjęty przez krytyków muzycznych, którzy docenili zawarty w niej klimat lat 80. i porównali piosenkę do twórczości artystów z tamtego okresu, a w tym Steviego Wondera i Whitney Houston. Rich Juzwiak z The Village Voice określił piosenkę mianem „przyjemnej do słuchania i jeszcze lepszej do tańca”. Genevieve Koski z The A.V. Club wyróżniła „Love on Top” jako wyjątek w zbiorze utworów z 4, opisując go słowami: „pozostający w głowie od pierwszego przesłuchania, dzięki nonszalanckiemu retro-soulowemu stylowi”. Matthew Horton z BBC żartobliwie skomentował, że nazwa albumu 4 „wzięła się od czterech zmian tonacji pod koniec 'Love in Top'”. Matthew Perpetua z magazynu Rolling Stone stwierdził, że „Love on Top” to kamień milowy w dorobku Beyoncé, która kreuje nowoczesne podejście do old schoolowej twórczości Whitney Houston. Hamish MacBain z NME pochwalił szybkie tempo utworu, dodając, że taki typ kompozycji był bardzo potrzebny na pierwszej połowie płyty, wypełnionej przede wszystkim balladami. Priya Elan z tej samej publikacji napisała, że tekst „Love on Top” wywołuje 100-watowy uśmiech. Uznając „Love on Top” za przykład klasycznego R&B lat 80., Erika Ramirez z Billboardu opisała ją jako „cudowną piosenkę miłosną”. Spence D. z IGN skomentował, że „radosne usposobienie” i „zuchwałe dźwięki” utworu przypomną słuchaczom, jak „cholernie dobre” było R&B połowy lat 80. Uznając go za jeden z najlepszych utworów na 4, Andy Gill z The Independent określił „Love on Top” jako „małe odniesie do innowacyjnego geniuszu Steviego Wondera”.
Eric Henderson z magazynu internetowego Slant również ocenił pozytywnie „Love on Top”, chwaląc „zakaźnego, optymistycznego ducha” piosenki oraz liczne zmiany tonacji, porównując utwór do stylu Steviego Wondera, Anity Baker i Whitney Houston. Podobną opinię wyraził Joey Guerra z The Houston Chronicle, pisząc, że „Love on Top” to „skoczny jam”, który ukazuje to, co najlepsze z Knowles. Następnie stwierdził, że kompozycja ta pasowałaby idealnie na wczesne albumy Natalie Cole, Whitney Houston lub Mariah Carey, podsumowując, iż Beyoncé „dotychczas rzadko brzmiała tak uroczo, jak w 'Love on Top'”. Ricky Schweitzer z One Thirty BPM uznał, że „Love on Top” przywodzi na myśl podobieństwa do twórczości Michaela Jacksona, Janet Jackson i Steviego Wondera, pisząc:

„'Love on Top’ ma podobny klimat, [co 'Party'], choć tonalnie przypomina bardziej Michaela i Janet Jackson, a także Steviego Wondera. Ten tryskający życiem powrót do tamtych czasów wolny jest od banalności za sprawą czystej radości, jaką niesie, i dzięki temu stał się jednym z najważniejszych punktów albumu. Liczba modulacji, które zalewają końcówkę utworu, może wydawać się czymś masturbacyjnym, ale Beyoncé nie stara się przez to udowodnić nam, że potrafi śpiewać tak wysoko, jak Mariah [Carey] lub Whitney, bo w to akurat wierzymy. To energia, a nie wielkie ego kieruje stopniowym progresem”.

Becky Bain ze strony internetowej Idolator uznała „Love on Top” za „radosną melodię, która może służyć za powrót do prostszych, łatwiejszych czasów”, a także dodała, że energia Knowles jest „zaraźliwa”. Conrad Tao ze Sputnikmusic wyraził się o „Love on Top” w bardzo pozytywny sposób, charakteryzując utwór jako „absolutnie wspaniały”. Melinda Newman z HitFix skomentowała, że „pochodzący z głębi duszy, żywiołowy ‘Love on Top’ jest cudownie słoneczny i słodki”. James Reed z The Boston Globe stwierdził, że „Love on Top” brzmi tak, jakby „śliczna młoda istota z 'P.Y.T.' Michaela Jacksona dorosła, by stworzyć sequel dla tego hitu z 1983 roku”. Podobną opinię wyraziła Joanne Dorken z MTV UK, która uznała, że „Love on Top” „ukazuje wszechstronność Knowles” i „jest bardzo Jackson 5-owski”. Ben Cardew z Music Week pochwalił wielokrotne modulacje w „Love on Top”, a także skomplementował wokal Beyoncé, opisując go jako „imponujący”. Zróżnicowaną recenzję o piosence wystawił Adam Markovitz z Entertainment Weekly, który uznał, że inspiracja dźwiękami Luthera Vandrossa i Diany Ross przyćmiła własny styl Knowles, która „zagubiła się w cieniu swoich idoli”.

### Wyróżnienia
James Montgomery z MTV News umieścił „Love on Top” na 9. miejscu listy najlepszych piosenek 2011 roku, określając ją jako „radosne przypomnienie” starszego materiału R&B Beyoncé, a także uznał, że utwór „reprezentuje wszystko, co B[eyoncé] zmierzała osiągnąć za pośrednictwem 4”. Magazyn internetowy Slant wyróżnił „Love on Top” na 24. pozycji najlepszych piosenek 2011 roku, a Eric Henderson podsumował: „gdzieś pomiędzy łudząco podobnymi balladami i nielicznymi utworami tanecznymi [na 4], Beyoncé znajduje doskonałą równowagę za sprawą tego żywiołowego hołdu wobec lat 80.”. Piosenka została uhonorowana nagrodą Grammy 2013 w kategorii Najlepsze wykonanie tradycyjnego R&B.

## Wideoklip

### Tło
Zwiastun wideoklipu „Love on Top” został wyemitowany 9 października 2011 roku w australijskim programie telewizyjnym Sunday Night. Trailer ukazywał Knowles w czarnym trykocie, kabaretkach, wysokich tenisówkach i czapce wojskowej, i inspirowany był teledyskiem amerykańskiej grupy New Edition do utworu „If It Isn’t Love”. Premiera pełnej wersji wideoklipu miała według planów odbyć się 17 października 2011 roku w innym australijskim programie, Today Show, jednak została przyspieszona do 16 października. Tego samego dnia Beyoncé zamieściła na swojej stronie internetowej następujące oświadczenie:

„Jestem bardzo podekscytowana tym, że mogę zaprezentować moim australijskim fanom światową premierę ‘Love on Top’! Dziękuję wam za niesamowity odzew radiowy na tę piosenkę. ['Love on Top'] ma dla mnie specjalne znaczenie; pracowałam bardzo ciężko nad tym wideoklipem, opierając jego motyw przewodni na części moich ulubionych męskich zespołów muzycznych. Pamiętam teledyski New Edition, The Jackson 5 i The Temptations – grup, które uwielbiam za ich piękną harmonię i precyzyjną choreografię. Zawsze chciałam nakręcić taki wideoklip, zresztą od dziecka marzyłam o tym, by należeć do któregoś z tych zespołów. To była świetna zabawa. Włożyłam w ‘Love on Top’ serce i duszę, i mam nadzieję, że go pokochacie”.

Po publikacji zwiastuna wideoklipu, Michael Bivins z New Edition powiedział: „Kiedy zobaczyłem Beyoncé na gali MTV w cekinowej marynarce i z tancerzami ustawionymi na pozycjach typowych dla grupy R&B, byłem pewien, że chciała przez to pokazać swoją miłość do NE! Zapowiedź wideoklipu stanowiła kolejne odniesienie do ‘If It Isn’t Love’”. Z kolei inny członek New Edition, Johnny Gill przyznał po premierze teledysku do „Love on Top”, że stanowi on hołd wobec grupy, a następnie stwierdził, iż Knowles i towarzyszący jej tancerze „wykonali świetną robotę, oddając esencję New Edition”. W jego opinii, wideoklip jest „po prostu świetny”, zaś sama Beyoncé „jest jednym z najlepszych żyjących artystów”.

### Fabuła
Mimo że utwór trwa 4 minuty i 27 sekund, powstały do niego wideoklip ma 3 minuty i 17 sekund; w teledysku pominięto bowiem drugą zwrotkę piosenki. Erika Ramirez z magazynu Billboard i Melissa Maerz z Entertainment Weekly naświetliły fakt, że Knowles pojawia się w wideoklipie w kilku różnych stylizacjach, włączając w to strój, w którym wystąpiła na gali MTV Video Music Awards 2011. Teledysk rozpoczyna się widokiem wokalistki (ubranej tak, jak w jego zwiastunie), w towarzystwie pięciu tancerzy (mających na sobie codzienne, sportowe ciuchy i buty Nike Dunks), w pustym pomieszczeniu nowojorskiego budynku, z widokiem na rzekę Hudson oraz New Jersey. Beyoncé wykonuje ruchy skoordynowane z towarzyszącymi jej tancerzami, by następnie odwrócić się przodem do kamery, odtańczy część choreografii powiązaną z pracą stóp i zacząć śpiewać. Mniej więcej w połowie wideoklipu dochodzi do nagłej zmiany grafiki; za oknami panuje noc, a salę wypełnia kilka jasnych świateł. Jednocześnie zmienia się również wizerunek tancerzy i samej Knowles, która prezentuje się w bardziej formalnych strojach, włączając w to kolejno: złote i białe spodnium, a także finałową stylizację – czarny smoking, kapelusz oraz laskę. Zmiana stroju odpowiada każdej, z wyjątkiem ostatniej, modulacji utworu. W ostatnich sekundach wokalistka kończy piosenkę i zarazem choreografię, zatrzymując się w jednej pozie – wówczas następuje powrót do prób, pierwszego stroju wokalistki i dziennej scenerii. Beyoncé wykrzykuje słowo „cięcie!” i schodzi z planu.

### Przyjęcie
Alex Young z Consequence of Sound pochwalił prostotę koncepcji wideoklipu do „Love on Top”; tę samą opinię wyraził Andrew Martin z magazynu Prefix, który określił go mianem „super-prostego, aczkolwiek efektywnego”. Sarah Fitzmaurice z Daily Mail również pozytywnie oceniła teledysk, chwaląc jego prostą i żywiołową koncepcję, której towarzyszyły „szalone stroje”. Magazyn OK! porównał wideoklip do tego, co w serialu Bajer z Bel-Air prezentował Will Smith, a także uznał, że Beyoncé „powróciła do podstaw”. The Huffington Post opisał teledysk jako „świeże spojrzenie na klasykę New Edition” i zakończył słowami, że „[klip] jest znacznie bardziej prosty, niż się wydaje”. Jenna Hally Rubenstein z MTV Buzzworthy stwierdziła, że wideoklip do „Love on Top” wpisuje się w klimat ery Dangerous Michaela Jacksona, dodając: „Podczas gdy niektórzy mogą powiedzieć, że koncepcja ‘Love on Top’ jest zbyt prosta, my uważamy, że w rzeczywistości jest niesamowita – po prostu pozwólcie Beyoncé śpiewać, tańczyć, wyglądać nieskazitelnie i nosić słodką czapkę! Czego jeszcze chcecie?!”
Porównując teledysk do „Love on Top” z dorobkiem Steviego Wondera, Matthew Perpetua z magazynu Rolling Stone podobnie jak wielu innych recenzentów docenił jego prostotę, a także podkreślił zmiany wizerunku Knowles w klipie. Leah Collins z Dose także zwróciła uwagę na różnorodność strojów, podkreślając ponadto, że wokalistka przedstawiła w teledysku ruchy taneczne new jack swing. Z kolei Georgette Cline z The Boombox doszukała się podobieństwa pomiędzy „Love on Top” a wczesnymi wideoklipami Destiny’s Child, podczas gdy Sarah Anne Hughes z The Washington Post uznała teledysk do „Love on Top” za „oczywisty ukłon w stronę ‘If It Isn’t Love’ New Edition”. Amanda Dobbins z magazynu New York przyznała teledyskowi bardziej zróżnicowaną ocenę, pisząc: „Ten klip nie uciszy oskarżeń o plagiactwo ani teorii konspiracyjnych nt. ciąży [Beyoncé]; jego pierwsza połowa czerpie ze starego teledysku New Edition, zaś całość widea została niewątpliwie nakręcona zanim ciążowy brzuszek [Beyoncé] zaczął rosnąć”.

## Wykonania na żywo

Knowles podczas jednego z koncertów w ramach rewii 4 Intimate Nights with Beyoncé

Knowles wykonała „Love on Top” po raz pierwszy na żywo 14 sierpnia 2011 roku, podczas rewii 4 Intimate Nights with Beyoncé, która odbywała się w nowojorskiej Roseland Ballroom. Beyoncé zaśpiewała „Love on Top” na gali MTV Video Music Awards 2011; wcześniej, na czerwonym dywanie, ogłosiła oficjalnie informację o tym, iż spodziewa się swojego pierwszego dziecka. Tuż przed tym występem, wokalistka powiedziała do publiczności: „Chcę, abyście wszyscy wstali z miejsc. Chcę, byście poczuli miłość, która we mnie narasta”. Kończąc utwór, Knowles rzuciła mikrofon na ziemię, rozpięła cekinową marynarkę i pogładziła się po ciążowym brzuszku, dzieląc się ze światem nowiną o swojej ciąży.
Opisując Beyoncé jako „weterana sceny VMA”, Gil Kaufman z MTV News stwierdził, że „publiczność również wyraźnie poczuła miłość”. AOL skomentował, że tekst piosenki „był szczególnie znaczący” w obliczu ogłoszenia przez wokalistkę wiadomości o tym, że oczekuje dziecka. Rolling Stone określił występ Knowles mianem „spektakularnego”, zaś Todd Martens z Los Angeles Times nazwał go „porywającym”. Claire Suddath z magazynu Time skomentowała, że „ta propozycja od panującej królowej popu jest stosunkowo stonowana, jednak wciąż wyglądająca i brzmiąca lepiej, niż niemalże wszystkie inne występy podczas ceremonii”. Podobną opinię wyraził Darren Franich z Entertainment Weekly, pisząc: „Jeśli miałbym wybrać najważniejszy moment gali, byłoby to ujawnienie przez Beyoncé informacji o jej ciąży. ‘Love on Top’ nie było może najlepszym wykonaniem diwy w historii jej występów na VMA, jednak nie ma wątpliwości, że udało jej się wypełnić salę czystą energią, kiedy kończąc utwór dumnie zaprezentowała swój brzuszek”. Z kolei magazyn Essence podsumował: „Wykonanie [przez Knowles] ‘Love on Top’ na VMA 2011 [...] z pewnością było jednym z najważniejszych wydarzeń popkultury tego roku”.
MTV News wyróżnił wykonanie „Love on Top” z gali VMA na 4. miejscu listy najlepszych koncertowych występów na antenie MTV w 2011 roku.

## Personel
Lista osób zaangażowanych w produkcję utworu zaczerpnięta z notek albumowych 4.
| - Beyoncé Knowles – wokal, produkcja, tekst - Alex Asher – puzon - Nikki Gallespi – perkusja - Serban Ghenea – miks - John Hanes – miks - Cole Kamen-Green – trąbka - Terius „The-Dream” Nash – tekst - Drew Sayers – tenor, saksofon barytonowy - Phil Seaford – inżynieria dźwięku, miks | - Robert „R.T.” Taylor – gitara - Shea Taylor – produkcja, tekst, saksofon altowy - Pat Thrall – gitara - Nick Videen – tenor, saksofon altowy - Pete Wolford – inżynieria dźwięku - Scott Barnett – inżynieria dźwięku - Josiah Woodson – trąbka - Jordan „DJ Swivel” Young – nagrywanie |

## Pozycje na listach i certyfikaty
| Lista (2011–12)                         | Najwyższa pozycja |
| --------------------------------------- | ----------------- |
| Australian Singles Chart                | 20                |
| Australian Urban Singles Chart          | 4                 |
| Belgian Tip Chart (Flandria)            | 3                 |
| Belgian Tip Chart (Walonia)             | 2                 |
| Canadian Hot 100                        | 65                |
| Dutch Top 40                            | 23                |
| Single Top 40 slágerlista               | 3                 |
| Irish Singles Chart                     | 21                |
| Italian Singles Chart                   | 18                |
| Japan Hot 100                           | 85                |
| New Zealand Singles Chart               | 14                |
| Slovak Airplay Chart                    | 72                |
| Portuguese Ringtone Chart               | 21                |
| South Korea International Singles Chart | 3                 |
| UK Singles Chart                        | 13                |
| UK R&B Chart                            | 6                 |
| U.S. Billboard Hot 100                  | 20                |
| U.S. Hot R&B/Hip-Hop Songs              | 1                 |
| U.S. Hot Dance Club Songs               | 1                 |
| U.S. Rhythmic Top 40                    | 23                |

| Lista (2011)                         | Pozycja |
| ------------------------------------ | ------- |
| Australian Singles Chart             | 98      |
| Australian Urban Singles Chart       | 37      |
| South Korea Gaon International Chart | 45      |

| Państwo                  | Certyfikat |
| ------------------------ | ---------- |
| Australia (ARIA)         | 2× Platyna |
| Stany Zjednoczone (RIAA) | Złoto      |
| Włochy (FIMI)            | Złoto      |

## Daty wydania
| Region            | Data                 | Format                 |
| ----------------- | -------------------- | ---------------------- |
| Australia         | 12 września 2011     | Contemporary hit radio |
| Włochy            | 28 października 2011 | Contemporary hit radio |
| Wielka Brytania   | 9 listopada 2011     | Mainstream radio       |
| Wielka Brytania   | 10 listopada 2011    | Urban radio            |
| Belgia            | 7 grudnia 2011       | digital download       |
| Stany Zjednoczone | 10 stycznia 2012     | Urban contemporary     |